# فقاع الغلوبولين المناعي أ
فقاع الغلوبولين المناعي أ (بالإنجليزية: IgA pemphigus)‏ هو نوع من أنواع الفقاع، وينقسم إلى نوعين:
- جلاد بثري تحت الطبقة المتقرنة (بالإنجليزية: Subcorneal pustular dermatosis)‏، أو داء سنيدون ويلكنسون (بالإنجليزية: Sneddon–Wilkinson disease)‏، هو مرض جلدي نادر مزمن راجع بثري يمتاز من الناحية المرضية النسيجية بوجود حطاطات تحتوي على الكثير من الخلايا العدلة.[1]:625[2]:203
- جلاد الغلوبولين المناعي أ بالعدلات داخل البشرة (بالإنجليزية: Intraepidermal neutrophilic IgA dermatosis)‏ وهو مرض جلدي يمتاز بوجود فقاعات داخل البشرة تحتوي على خلايا عدلة إضافة إلى خلايا حمضية وكذلك انحلال الأشواك.[2]:465